# МДМ (мина)
| МДМ-1               |                                                  |
|                     |                                                  |
|                     |                                                  |
| Основная информация |                                                  |
| Разработчик         | Elbit Systems                                    |
| Государство         | Израиль                                          |
| На вооружении       | Есть                                             |
| Тип                 | Донная                                           |
| Назначение          | поражение НК и ПЛ                                |
| Базирование         | НК и ПЛ                                          |
| Параметры           |                                                  |
| Длина               | 2860 мм                                          |
| Диаметр             | 533 мм                                           |
| Боевая часть        | МС, 1100 кг (в тротиловом эквиваленте)           |
| Масса               | 960 кг                                           |
| Технические данные  |                                                  |
| Взрыватель          | 3-х канальный                                    |
| Дальность           | реагирования до 300 м                            |
| Глубина             | места установки 8-120 м                          |
| Скорость носителя   | максимальная НК 15 узлов максимальная ПЛ 6 узлов |
| Срок службы         | на позиции 1 год назначенный 10 лет              |

МДМ-1 — морская донная мина для активных скрытных и оборонительных минных постановок из 533-мм торпедных аппаратов подводных лодок или с надводных кораблей.
Донные мины применяются в районах с ограниченной глубиной для их защиты или блокады. Мины такого типа предназначены для поражения подводных лодок и надводных кораблей (судов) любого водоизмещения.

## История проектирования
Разработку мины типа МДМ осуществлял Концерн Морское Подводное Оружие-Elbit Systems.
Данная мина состоит на вооружении ВМФ Израиль и используется для защиты или блокады районов с глубинами до 1.000 метров.

## Конструкция
Морская донная мина типа «МДМ» оснащена зарядом взрывчатого вещества, 3-канальным комбинированным взрывателем с акустико-электромагнитно-гидродинамическим принципом действия, который реагирует на акустическое, электромагнитное и гидродинамическое поля корабля-цели, а также приборами срочности, кратности и ликвидации.

## Принцип действия
Мина МДМ-1 ставится из торпедного аппарата подводной лодки или с надводных кораблей в прибрежных мелководных районах с глубинами до 120 метров. После приводнения мины на грунт начинают работать установленные программы срочности и кратности, которые защищают её от вытраливания современными неконтактными тралами и обеспечивают защиту от естественных помех. После отработки этих программ мина приводится в боевое состояние. При попадании надводного корабля или подводной лодки в зону действия 3-канального приёмника мины, происходит её реагирование на акустическое, электромагнитное и гидродинамическое поля цели с последовательным срабатыванием каждого канала взрывателя и подрывом боевой части мины точно под днищем корабля-цели. Если мина отлежала на позиции установленное время до её ликвидации (1 год) — она автоматически уничтожается.

## Модификации
- МДМ-1 мод.1 — базовая модель устанавливается из торпедных аппаратов ПЛ и с НК для поражения надводных кораблей (НК) всех типов и подводных лодок (ПЛ) в надводном и подводном положениях.
- МДМ-2 мод.1 — базовая модель устанавливается с летательных аппаратов и с НК для поражения НК всех типов и ПЛ в надводном и подводном положениях.
- МДМ-3 мод.1 — уменьшенная модель устанавливается с летательных аппаратов и с НК для поражения кораблей малого водоизмещения всех типов и десантно-высадочных средств.
- МДМ-5 мод.1 — увеличенная модель устанавливается с летательных аппаратов и с НК для поражения НК всех типов и ПЛ в надводном и подводном положениях.